# HMS H4
HMS H4 – brytyjski okręt podwodny typu H. Zbudowany w latach 1914–1915 w Canadian Vickers w Montrealu, gdzie okręt został wodowany 11 stycznia 1915 roku. Rozpoczął służbę w Royal Navy 3 czerwca 1915 roku. Pierwszym dowódcą został Lt. H.E. Smyth.
Razem z H1, H2 i H3 przepłynął Atlantyk z St. John’s (Nowa Fundlandia) do Gibraltaru, pod eskortą krążownika pomocniczego HMS „Calgarian”. Następnie wpłynął na Morze Śródziemne.
W 1916 roku był w składzie Adriatyckiej Flotylli Okrętów Podwodnych stacjonującej w Brindisi oraz Wenecji, pod dowództwem Lt. Henry'ego E. Smytha. 
23 maja 1918 roku H4 zatopił niemiecki okręt podwodny SM UB-52.
30 listopada 1921 roku okręt został sprzedany firmie Agius Bros z Malty i następnie złomowany.